# Astérix nos Jogos Olímpicos (filme)
Astérix nos Jogos Olímpicos  (em francês:  Astérix aux jeux olympiques) (em inglês:  Asterix at the Olympic Games) é o terceiro filme em live-action baseado na série de banda desenhada franco-belga Astérix, lançado em 2008, com base no livro de mesmo nome.
O filme conta com as aparições especiais de diversos atletas dos esporte, tais como Michael Schumacher, Jean Todt, Zinedine Zidane, Tony Parker e Amélie Mauresmo.
As filmagens ocorreram ao longo do ano de 2006, em  Alicante, na Espanha, e duraram seis meses.
Na época de seu lançamento, era o filme francês - e não americano - mais caro de todos os tempos. O filme foi recebido negativamente pela crítica, mas teve um bom desempenho em várias bilheterias europeias, como na Polônia, Espanha e França.

## Sinopse
O filme segue o enredo do livro, contando como os gauleses decidiram participar dos Jogos Olímpicos, evento exclusivo à participação de gregos e romanos. No entanto, como chegam à conclusão de que a Gália faz parte do Império Romano, os gauleses tem o direito de participar dos jogos.
Asterix e Obelix devem ganhar a competição para ajudar o amigo Apaixonadix a se casar com a Princesa Irina.
Durante os jogos, surge a suspeita de que os gauleses estejam utilizando a poção mágica. Então, para evitarem represálias,  Obelix fica impedido de participar, ficando Asterix como único participante galo-romano. No entanto, o romano Brutus decide usar todos os truques  para ter seu próprio time, vencer o jogo e se livrar do pai Júlio César no processo.
A história de amor entre Apaixonadix e Irina não apareceu na história original. Brutus, retratado aqui como um vilão cômico sem relação com suas representações nos quadrinhos de Asterix, é o principal antagonista, embora não tenha sido apresentado como um personagem da história em quadrinhos original.

## Elenco
- Gérard Depardieu – Obelix
- Clovis Cornillac – Asterix
- Benoît Poelvoorde – Brutus
- Alain Delon – Júlio César
- Vanessa Hessler – Princesa Irina
- Franck Dubosc – Assurancetourix
- Jean-Pierre Cassel – Panoramix
- Stéphane Rousseau – Alafolix/Apaixonadix
- Michael Schumacher – Schumacher
- Bouli Lanners – Rei Samagas
- Elie Semoun – Ômega
- José Garcia – Couverdepus
- Alexandre Astier –   Mordicus
- Geoff Searle – Alfa
- Elie Semoun – Beta

### Aparições especiais
- Há uma participação especial de Adriana Karembeu interpretando a Sra. Geriatrix, enquanto Jamel Debbouze reprisa seu papel como Numerobis. O astro da comédia alemã e diretor Michael Bully Herbig aparece como um soldado romano mudo. O ator de comédia italiano Enrico Brignano também aparece, interpretando um repórter.
- O filme contou as participações especiais de várias estrelas do esporte, como Michael Schumacher (Schaumacher), Jean Todt (Chefe de Schaumacher), Zinedine Zidane (Numerodix), Tony Parker (Tony Parkus) e Amélie Mauresmo (Amelix).

## Produção
As filmagens ocorreram em Alicante (incluindo o estúdio Ciudad de la Luz), Espanha e durou seis meses.studio),
Jean-Claude Van Damme chegou a ser confirmado no elenco para interpretar o atleta romano Claudius Cornedurus, mas o papel acabou ficando com o lutador Jérôme Le Banner. 
A modelo brasileira Gisele Bündchen foi convidada para interpretar a Princesa Irina, enquanto a atriz Aishwarya Rai também chegou a ser confirmada no elenco.

## Recepção
O filme arrecadou US$ 23,4 milhões na França em seu fim de semana de estreia, o que representou mais de 60% de seu faturamento em 19 territórios em que o filme foi lançado. O Box Office Mojo estimou US$ 38,7 milhões arrecadados dentro de uma semana após seu lançamento.